# Flickan från Backafall
Flickan från Backafall är en svensk dramafilm från 1953 med Viola Sundberg i titelrollen och i regi av Bror Bügler.

## Om filmen
Filmens förlaga är författaren Gabriel Jönssons dikt Vid vakten från 1917, som utgavs 1920 i samlingen Flaskpost. Jönsson var även en av filmens manusförfattare. 
Filmen spelades in sommaren 1952 och premiärvisades den 2 mars 1953 på biograf Saga i Stockholm. Inspelningen skedde med ateljéfilmning vid AB Europa Studio i Sundbyberg med exteriörer från Bäckviken och Kyrkbacken på ön Ven i Öresund och från Järfälla kyrka utanför Stockholm av Hilmer Ekdahl och Ingvar Borild. 
Viola Sundbergs sång i filmen var dubbad och framfördes av Lily Berglund.

## Roller i urval
- Viola Sundberg - Ellen Persson, flickan från Backafall
- Sven Lindberg - Per, bästeman på briggen Tre Bröder
- Kenne Fant - Nils Larsson i Nämndemansgården
- Edvard Persson - Silla-Sven, fiskförsäljare, Ellens farbror och fosterfar
- Holger Löwenadler - August Larsson, nämndeman
- Märta Dorff - hans hustru
- Aurore Palmgren - Botilla i Backstugan, Pers mor
- Dagmar Ebbesen - Anna-Kristin Backe, kaptensfru
- Olof Winnerstrand - kyrkoherde

## Filmmusik i urval
- A Prayer in Private, kompositör Wilfred Burns
- Twilight in the East, kompositör Granville Bantock
- Flicka från Backafall, kompositör Gunnar Turesson, text Gabriel Jönsson
- After the Ball, kompositör och text Charles K Harris
- Albertina, text och musikbearbetning Evert Taube
- På ön, kompositör Alvar Kraft, text Gabriel Jönsson
- Skepp som mötas/Axel Öman, kompositör Fred Winter, text Valdemar Dalquist
- Jag lyfter mina händer, kompositör Melchior Techner, text Jacob Arrhenius och Jesper Svedberg
- Han hade seglat för om masten
- Vänliga aftonvind